# Шиннер, Маттеус
Маттеус Шиннер (нем. Matthäus Schiner; ок 1465 — 1 октября 1522) — швейцарский и итальянский политик, кардинал.

## Биография
Маттеус Шиннер родился в Верхнем Валлисе в очень бедном семействе; зарабатывал себе насущный хлеб пением под окнами. Уже будучи священником, он часто лишал себя необходимого, чтобы купить нужные книги. Достигнув епископского сана в Зиттене, он принял сторону папского престола и устроил союз между папой Юлием II и всей Валлисской землей (1510 год), вследствие чего мог выставить 8000 наёмников против французов. Неудача их похода вызвала в Валлисе всеобщее негодование; страна примкнула к французам, а Шиннер должен был бежать. Юлий II пожаловал ему кардинальскую шапку (1511 год).
В ноябре 1511 года Шиннеру удалось снарядить 10 тысяч наёмников, которые во время так называемого «холодного» зимнего похода проникли до Милана; только недостаток в военных снарядах и съестных припасах заставил их отступить.
Когда в 1512 году швейцарцы покорили Миланское герцогство и восстановили там династию Сфорца в лице Максимилиана, сына Людовика Мора, Шиннер был приставлен к молодому герцогу в качестве советника.
Победа Франциска I при Мариньяно (1515 год) изменила положение швейцарцев в Милане. Шиннер хотел продолжать борьбу: когда папа Лев X примирился с Франциском I, Шиннер, в 1516 году, ещё раз повел швейцарцев на Милан, прикрываясь именем Максимилиана и его союзников; но поход этот был неудачен.
В 1519 году, когда предстоял выбор императора, Шиннер усердно интриговал против кандидатуры Франциска I. Несмотря на усилия Цвингли, Шиннер, в 1521 году, добился у цюрихского правительства разрешения осенью того же года набрать 8000 человек для папы Льва Х (Пьяченцский поход против французов). К Шиннеру относятся слова Цвингли, что «никто не противодействует волкам в красных шляпах и мантиях, из которых, если их повыжать, пойдет кровь сына, брата, отца, друга». После смерти Льва Х на конклаве Маттеус Шиннер собрал довольно много голосов, но выбор пал на Адриана VI.